# تینا تروتسی
تینا تروتسی (انگلیسی: Tiina Trutsi؛ زادهٔ ۱۹ فوریهٔ ۱۹۹۴) بازیکن فوتبال اهل استونی است.
وی همچنین در تیم ملی فوتبال Estonia بازی کرده‌است.